# Nancy Richey
Nancy Richey, gift Gunter (1970), född 23 augusti 1942 i San Angelo, Texas, amerikansk högerhänt tennisspelare. Nancy Richey var en av världens 10 bästa tennisspelare under större delen av 1960-talet och rankades som bäst världstvåa 1969. Hon rankades som USA:s bästa spelare 1964-65 och 1968-69. Richey vann totalt 69 singeltitlar inkluderande två Grand Slam (GS)-titlar. Hon vann också fyra GS-titlar i dubbel. År 1973 var hon finalist i the Season Ending Virginia Slims Championships som då spelades för andra gången. Hon förlorade den finalen till Chris Evert (3-6, 3-6). Nancy Richey blev professionell spelare på den då nystartade Virginia Slims Circuit 1970. Nancy Richey upptogs 2003 i the International Tennis Hall of Fame. 

## Tenniskarriären
Richeys främsta rival om förstaplatsen på den amerikanska rankinglistan var under andra halvan av 1960-talet Billie Jean King. De två möttes första gången 1968 i en mycket dramatisk match i en inbjudningsturnering i Madison Square Garden. King, som spelade sin allra sista match som amatör, tog ledningen med 1-0 i set och 5-3 i det andra och hade dessutom matchboll. Hon missade emellertid denna, varvid Richey kunde vända matchen till seger med siffrorna 4-6, 7-5, 6-0. 
Nancy Richey vann som hittills enda spelare den amerikanska grusmästerskapen 6 gånger i rad (1963-68). Hon nådde 1965 finalen i Italienska grusmästerskapen i Rom, liksom i den Sydafrikanska mästerskapen 1969. 
Richey spelade singelfinaler i alla GS-turneringar utom Wimbledonmästerskapen. Genombrottsåret i GS-sammanhang blev 1966 då hon nådde singelfinalerna i Australiska mästerskapen, Franska mästerskapen och Amerikanska mästerskapen, dock utan att lyckas vinna någon titel. Samma säsong vann hon ändå tre GS-titlar, alla i dubbel med Maria Bueno (Amerikanska mästerskapen och Wimbledon) och amerikanskan Carole Caldwell Graebner (Australiska mästerskapen). Redan 1963 hade hon vunnit sin första GS-titel i dubbel (Amerikanska mästerskapen, då tillsammans med Graebner. 
År 1967 vann hon sin första singeltitel i en GS-turnering (Australiska mästerskapen) efter finalseger över den australiska spelaren Lesley Turner Bowrey. Året därpå vann hon Franska öppna över brittiskan Ann Haydon Jones. 
Nancy Richey deltog i det amerikanska Fed Cup-laget 1964 och 1968-69. Hon deltog i det segrande amerikanska laget 1969. Hon spelade totalt 16 matcher av vilka hon vann 14. 
Hon deltog i det amerikanska Wightman Cup-laget 1962-1970. Laget vann 1962-67 och 1969-70.

## Spelaren och personen
Nancy Richey tränades av sin far som var professionell tennistränare. Hon var en av de bästa amerikanska grusspecialisterna någonsin som spelade ett stabilt baslinjespel som byggde på utomordentliga grundslag, lika goda på forehand-som backhandsidan. Hon hade stor förmåga att placera bollarna från bakplan och spelade mycket sällan volley framme vid nätet.
Hon är syster till tennisspelaren Cliff Richey.

## Grand Slam-finaler, singel

### Titlar (2)
| År        | Mästerskap               | Finalmotståndare     | Setsiffror    |
| 1967      | Australiska mästerskapen | Lesley Turner Bowrey | 6-1, 6-4      |
| Open Era: |                          |                      |               |
| 1968      | Franska öppna            | Ann Haydon Jones     | 5-7, 6-4, 6-1 |

### Finalförluster (Runner-ups) (4)
| År        | Mästerskap               | Finalmotståndare     | Finalmotståndare |
| 1966      | Australiska mästerskapen | Margaret Smith Court | w/o              |
| 1966      | Franska mästerskapen     | Ann Haydon Jones     | 6-3, 6-1         |
| 1966      | Amerikanska mästerskapen | Maria Bueno          | 6-3, 6-1         |
| Open Era: |                          |                      |                  |
| 1969      | US Open                  | Margaret Smith Court | 6-2, 6-2         |

## ÖvrigaGrand Slam-titlar
- Australiska mästerskapen
  - Dubbel - 1966
- Wimbledonmästerskapen
  - Dubbel - 1966
- Amerikanska mästerskapen
  - Dubbel - 1963, 1966